# Liddleov sindrom
Liddleov sindrom je poremećaj funkcije bubrega koji nastaje kao posljedica pojačanog djelovanja natrijevih kanala (ENaC - epitelni natrijevi kanali) u glavnim stanicama kortikalnih sabirnih kanalića bubrega. Genetičko oštećenja onemogućava da razgradni sustav enzima unutar stanice prepozna natrijev kanal i ukloni ga. Tako dolazi do pojačane reapsorpcije natrija i zadržavanja tekućine u tijelu, s posljedičnim arterijskom hipertenzijom, hipokalemijom i metaboličkom alkalozom uz niske vrijednosti renina i aldosterona.
Bolest je često asimptomatska, te se često slučajno utvrdi arterijska hipertenzija. Povremeno se javljaju simptomi hipokalemije (npr. mišićna slabost, zamor, palpitacije). 
U liječenju se koriste diuretici triamteren i amilorid koji blokiraju natrijeve kanale u kortikalnim sabirnim kanalićima bubrega. 
Sindrom je nazvan pod američkom endokrinologu Grantu Liddleu koji je opisao poremećaj 1963.g.